# De grönas och böndernas förbund
De grönas och böndernas förbund, Zaļo un Zemnieku savienība (ZZS), är den fjärde största partigruppen i Lettlands parlament Saeima.

## Historik
ZZS grundades som en valkartell mellan Bondeförbundet och Lettiska miljöpartiet, inför valet 2002. I valet erövrade man 9,5 % av rösterna och 12 av 100 platser i Saeima. I mars 2004 utnämndes ZZS:aren Indulis Emsis till landets premiärminister.
I parlamentsvalet 2006 gick ZZS framåt till 16,7 % av rösterna och 18 mandat.
Man kom att ingå i en koalitionsregering under Ivars Godmanis, men sedan den sistnämnde tvingats till drastiska besparingar i den internationella finanskrisens spår så drev ZZS fram Godmanis avgång i februari 2009. 
ZZS partiledare Augusts Brigmanis och Mareks Seglins från Lettiska folkpartiet aviserade omedelbara förhandlingar med andra partier i parlamentet, för att få tillstånd en samlingsregering.
I EU-parlamentsvalet 2014 erövrade ZZS ett mandat i EU-parlamentet, där man valde att ansluta sig till Gruppen Frihet och direktdemokrati i Europa, innan man bytte till Gruppen Alliansen liberaler och demokrater för Europa.
2015 blev dåvarande partiledaren Raimonds Vējonis den förste statschefen i ett EU-land att tillhöra ett miljöparti.

## Valresultat

### EU-parlamentet
| Val  | Ledare               | Röster | Procent    | Mandat/platser | +/– | EP-grupp                                    |
| ---- | -------------------- | ------ | ---------- | -------------- | --- | ------------------------------------------- |
| 2004 | Baiba Rivža          | 24,467 | 4.28 (#8)  |                | Ny  | –                                           |
| 2009 | Baiba Rivža          | 29,463 | 3.79 (#10) |                | ▬ 0 | –                                           |
| 2014 | Andris Bērziņš       | 36,637 | 8.32 (#4)  |                | ▲ 1 | EFDD (2014) NI (2014-2015) ALDE (2015-2019) |
| 2019 | Dana Reizniece-Ozola | 25,252 | 5.37 (#6)  |                | ▼ 1 | –                                           |
| 2024 | Harijs Rokpelnis     | 11,852 | 2.30 (#9)  |                | ▬ 0 | –                                           |